# Liste neuer Bahnhöfe in den Niederlanden
Die Nederlandse Spoorwegen führten 1970/71 unter dem Namen „Spoorslag '70“ einen Knotenpunktfahrplan ein. Damit war der Aus- und Neubau zahlreicher Bahnhöfe verbunden. Diese Liste enthält die seit 1970 in den Niederlanden neu eröffneten Bahnhöfe.

## 1970–1979
| Jahr               | Bahnhof                                                                                       | Bahnstrecke                         | Provinz       | Bild |
| ------------------ | --------------------------------------------------------------------------------------------- | ----------------------------------- | ------------- | ---- |
| 31. Mai 1970       | Delft Zuid (seit 15. Dezember 2019: Delft Campus)                                             | Amsterdam–Rotterdam                 | Zuid-Holland  |      |
| 31. Mai 1970       | Maassluis West (geschlossen am 1. April 2017)                                                 | Schiedam–Hoek van Holland           | Zuid-Holland  |      |
| 23. Mai 1971       | Nieuwerkerk aan den IJssel                                                                    | Utrecht–Rotterdam                   | Zuid-Holland  |      |
| 24. Mai 1971       | Bijlmer Station (seit 10. Dezember 2006: Amsterdam Bijlmer ArenA)                             | Amsterdam–Arnhem                    | Noord-Holland |      |
| 24. September 1971 | Purmerend Overwhere                                                                           | Zaandam–Enkhuizen                   | Noord-Holland |      |
| 26. September 1971 | Eindhoven Beukenlaan (seit 13. Dezember 2015: Eindhoven Strijp-S)                             | Breda–Eindhoven                     | Noord-Brabant |      |
| 28. Mai 1972       | Bunnik                                                                                        | Amsterdam–Arnhem                    | Utrecht       |      |
| 28. Mai 1972       | Nijmegen Heyendaal                                                                            | Nijmegen–Venlo                      | Gelderland    |      |
| 15. Mai 1973       | Den Haag CS (seit 29. Mai 2000: Den Haag Centraal)                                            | Gouda–Den Haag                      | Zuid-Holland  |      |
| 15. Mai 1973       | Zoetermeer                                                                                    | Gouda–Den Haag                      | Zuid-Holland  |      |
| 3. Juni 1973       | Mantgum                                                                                       | Leeuwarden–Stavoren                 | Friesland     |      |
| 3. Juni 1973       | Sneek Noord                                                                                   | Leeuwarden–Stavoren                 | Friesland     |      |
| 3. Juni 1973       | Waddinxveen Noord                                                                             | Gouda–Alphen aan den Rijn           | Zuid-Holland  |      |
| 24. Mai 1974       | Diemen                                                                                        | Amsterdam–Zutphen                   | Noord-Holland |      |
| 24. Mai 1974       | Hilversum NOS (ab 29. Mai 1989: Hilversum Noord seit 15. Dezember 2013: Hilversum Media Park) | Amsterdam–Zutphen                   | Noord-Holland |      |
| 24. Mai 1974       | Voorburg ’t Loo (Hofpleinlijn, geschlossen am 2. Juni 2006)                                   | Rotterdam Hofplein–Scheveningen     | Zuid-Holland  |      |
| 1. Juni 1975       | Emmen Bargeres (geschlossen am 3. April 2011)                                                 | Zwolle–Stadskanaal                  | Drenthe       |      |
| 1. Juni 1975       | Heerenveen IJsstadion (nur bei Veranstaltungen)                                               | Arnhem–Leeuwarden                   | Friesland     |      |
| 1. Juni 1975       | Hengelo Oost                                                                                  | Almelo–Salzbergen                   | Overijssel    |      |
| 1. Juni 1975       | Schiedam Nieuwland (geschlossen am 1. April 2017)                                             | Schiedam–Hoek van Holland           | Zuid-Holland  |      |
| 30. März 1976      | Bovenkarspel Flora                                                                            | Zaandam–Enkhuizen                   | Noord-Holland |      |
| 1. Mai 1977        | Heeze                                                                                         | Eindhoven–Weert                     | Noord-Brabant |      |
| 22. Mai 1977       | Centrum West (Zoetermeer Stadslijn, geschlossen am 2. Juni 2006)                              | Leidschendam aansluiting–Zoetermeer | Zuid-Holland  |      |
| 22. Mai 1977       | Delftsewallen (Zoetermeer Stadslijn, geschlossen am 2. Juni 2006)                             | Leidschendam aansluiting–Zoetermeer | Zuid-Holland  |      |
| 22. Mai 1977       | Dorp (Zoetermeer Stadslijn, geschlossen am 2. Juni 2006)                                      | Leidschendam aansluiting–Zoetermeer | Zuid-Holland  |      |
| 22. Mai 1977       | Driemanspolder (Zoetermeer Stadslijn, geschlossen am 2. Juni 2006)                            | Leidschendam aansluiting–Zoetermeer | Zuid-Holland  |      |
| 22. Mai 1977       | Meerzicht (Zoetermeer Stadslijn, geschlossen am 2. Juni 2006)                                 | Leidschendam aansluiting–Zoetermeer | Zuid-Holland  |      |
| 22. Mai 1977       | Palenstein (Zoetermeer Stadslijn, geschlossen am 2. Juni 2006)                                | Leidschendam aansluiting–Zoetermeer | Zuid-Holland  |      |
| 22. Mai 1977       | Stadhuis (Zoetermeer Stadslijn, geschlossen am 2. Juni 2006)                                  | Leidschendam aansluiting–Zoetermeer | Zuid-Holland  |      |
| 22. Mai 1977       | Voorweg (Zoetermeer Stadslijn, geschlossen am 2. Juni 2006)                                   | Leidschendam aansluiting–Zoetermeer | Zuid-Holland  |      |
| 28. Mai 1978       | Seghwaert (Zoetermeer Stadslijn, geschlossen am 2. Juni 2006)                                 | Leidschendam aansluiting–Zoetermeer | Zuid-Holland  |      |
| 21. Dezember 1978  | Amsterdam Zuid (zwischen 1985 und 2006: Amsterdam Zuid/WTC)                                   | Weesp–Leiden                        | Noord-Holland |      |
| 21. Dezember 1978  | Schiphol (seit 13. Dezember 2015: Schiphol Airport)                                           | Weesp–Leiden                        | Noord-Holland |      |
| 29. September 1979 | Buytenwegh (Zoetermeer Stadslijn, geschlossen am 2. Juni 2006)                                | Leidschendam aansluiting–Zoetermeer | Zuid-Holland  |      |
| 29. September 1979 | De Leyens (Zoetermeer Stadslijn, geschlossen am 2. Juni 2006)                                 | Leidschendam aansluiting–Zoetermeer | Zuid-Holland  |      |
| 29. September 1979 | Leidsewallen (Zoetermeer Stadslijn, geschlossen am 2. Juni 2006)                              | Leidschendam aansluiting–Zoetermeer | Zuid-Holland  |      |

## 1980–1989
| Jahr               | Bahnhof | Bahnstrecke                                                          | Provinz       | Bild |
| ------------------ | --- | -------------------------------------------------------------------- | ------------- | ---- |
| 31. Mai 1980       | Den Helder Zuid                                                                                                   | Nieuwediep–Amsterdam                                                 | Noord-Holland |      |
| 31. Mai 1980       | Duiven | Oberhausen–Arnhem                                                    | Gelderland    |      |
| 26. September 1980 | Alkmaar Noord | Nieuwediep–Amsterdam                                                 | Noord-Holland |      |
| 25. Oktober 1980   | Utrecht Lunetten                                                                                                  | Utrecht–Boxtel                                                       | Utrecht       |      |
| 31. Mai 1981       | Amsterdam RAI | Weesp–Leiden                                                         | Noord-Holland |      |
| 31. Mai 1981       | Capelle Schollevaar                                                                                               | Utrecht–Rotterdam                                                    | Zuid-Holland  |      |
| 31. Mai 1981       | Hoofddorp | Weesp–Leiden                                                         | Noord-Holland |      |
| 31. Mai 1981       | Nieuw Vennep | Weesp–Leiden                                                         | Noord-Holland |      |
| 31. Mai 1981       | Oss West | Tilburg–Nijmegen                                                     | Noord-Brabant |      |
| 31. Mai 1981       | Rhenen | Kesteren–Amersfoort                                                  | Utrecht       |      |
| 31. Mai 1981       | Rosmalen | Tilburg–Nijmegen                                                     | Noord-Brabant |      |
| 31. Mai 1981       | Veenendaal Centrum                                                                                                | Kesteren–Amersfoort                                                  | Utrecht       |      |
| 31. Mai 1981       | Veenendaal West                                                                                                   | Kesteren–Amersfoort                                                  | Utrecht       |      |
| 23. Mai 1982       | Houten | Utrecht–Boxtel                                                       | Utrecht       |      |
| 29. Mai 1983       | Amsterdam Sloterdijk Noord (nach der Schließung von Amsterdam Sloterdijk Zuid im Jahr 1985: Amsterdam Sloterdijk) | Amsterdam Centraal–Schiphol Nieuwediep–Amsterdam Amsterdam–Rotterdam | Noord-Holland |      |
| 31. Mai 1985       | Leiden De Vink (seit 1995: De Vink)                                                                               | Amsterdam–Rotterdam                                                  | Zuid-Holland  |      |
| 2. Juni 1985       | Doetinchem De Huet                                                                                                | Winterswijk–Zevenaar                                                 | Gelderland    |      |
| 2. Juni 1985       | IJlst | Leeuwarden–Stavoren                                                  | Friesland     |      |
| 6. Juni 1985       | Hoorn Kersenboogerd                                                                                               | Zaandam–Enkhuizen                                                    | Noord-Holland |      |
| 31. Mai 1986       | Vlissingen Souburg                                                                                                | Roosendaal–Vlissingen                                                | Zeeland       |      |
| 1. Juni 1986       | Amsterdam Lelylaan                                                                                                | Amsterdam Centraal–Schiphol                                          | Noord-Holland |      |
| 1. Juni 1986       | Amsterdam De Vlugtlaan (geschlossen am 28. Mai 2000)                                                              | Amsterdam Centraal–Schiphol                                          | Noord-Holland |      |
| 30. Mai 1987       | Almere Buiten | Weesp–Lelystad                                                       | Flevoland     |      |
| 30. Mai 1987       | Almere CS (seit 30. Mai 1999: Almere Centrum)                                                                     | Weesp–Lelystad                                                       | Flevoland     |      |
| 30. Mai 1987       | Almere Muziekwijk                                                                                                 | Weesp–Lelystad                                                       | Flevoland     |      |
| 31. Mai 1987       | Amersfoort Schothorst                                                                                             | Utrecht–Kampen                                                       | Utrecht       |      |
| 31. Mai 1987       | Dalen | Zwolle–Stadskanaal                                                   | Drenthe       |      |
| 31. Mai 1987       | Helmond Brouwhuis                                                                                                 | Venlo–Eindhoven                                                      | Noord-Brabant |      |
| 31. Mai 1987       | ’s-Hertogenbosch Oost                                                                                             | Tilburg–Nijmegen                                                     | Noord-Brabant |      |
| 31. Mai 1987       | Maastricht Randwyck                                                                                               | Lüttich–Maastricht                                                   | Limburg       |      |
| 28. Mai 1988       | Lelystad Centrum                                                                                                  | Weesp–Lelystad                                                       | Flevoland     |      |
| 10. Dezember 1989  | Deventer Colmschate                                                                                               | Deventer–Almelo                                                      | Overijssel    |      |
| 10. Dezember 1989  | Zaandam Kogerveld                                                                                                 | Zaandam–Enkhuizen                                                    | Noord-Holland |      |

## 1990–1999
| Jahr              | Bahnhof | Bahnstrecke                   | Provinz       | Bild               |
| ----------------- | --- | ----------------------------- | ------------- | ------------------ |
| 27. Mai 1990      | Dordrecht Stadspolders | Elst–Dordrecht                | Zuid-Holland  |                    |
| 2. Juni 1991      | Leeuwarden Camminghaburen | Harlingen–Nieuwe Schans       | Friesland     |                    |
| 16. Februar 1992  | Doetinchem Stadion (2005 geschlossen) | Winterswijk–Zevenaar          | Gelderland    |                    |
| 31. Mai 1992      | Helmond ’t Hout | Venlo–Eindhoven               | Noord-Brabant |                    |
| 23. Mai 1993      | Diemen Zuid | Weesp–Leiden                  | Noord-Holland |                    |
| 23. Mai 1993      | Duivendrecht | Weesp–Leiden Amsterdam–Arnhem | Noord-Holland |                    |
| 23. Mai 1993      | Gouda Goverwelle | Utrecht–Rotterdam             | Zuid-Holland  | Station Goverwelle |
| 1. Februar 1996   | Almere Parkwijk | Weesp–Lelystad                | Flevoland     |                    |
| 1. Mai 1996       | Almere Strand (schon nach zwei Monaten geschlossen, Wiedereröffnung am 1. Juni 1999, nur bei Veranstaltungen, definitiv geschlossen am 8. Dezember 2012) | Weesp–Lelystad                | Flevoland     |                    |
| 2. Juni 1996      | Den Haag Moerwijk | Amsterdam–Rotterdam           | Zuid-Holland  |                    |
| 2. Juni 1996      | Enschede Drienerlo (seit 13. Dezember 2015: Enschede Kennispark)                                                                                         | Zutphen–Glanerbeek            | Overijssel    |                    |
| 28. November 1996 | Amsterdam ArenA (nur bei Veranstaltungen) | Amsterdam–Arnhem              | Noord-Holland |                    |
| 1. März 1997      | Voorhout | Amsterdam–Rotterdam           | Zuid-Holland  |                    |
| 24. Mai 1998      | Haarlem Spaarnwoude | Amsterdam–Rotterdam           | Noord-Holland |                    |

## 2000–2009
| Jahr              | Bahnhof                                                                                 | Bahnstrecke          | Provinz       | Bild |
| ----------------- | --------------------------------------------------------------------------------------- | -------------------- | ------------- | ---- |
| 28. Mai 2000      | Hillegom                                                                                | Amsterdam–Rotterdam  | Zuid-Holland  |      |
| 8. Januar 2001    | Houten Castellum (geschlossen am 14. Dezember 2008 wiedereröffnet am 12. Dezember 2010) | Utrecht–Boxtel       | Utrecht       |      |
| 10. Juni 2001     | Winterswijk West                                                                        | Zutphen–Winterswijk  | Gelderland    |      |
| 18. November 2001 | Enschede De Eschmarke                                                                   | Münster–Enschede     | Overijssel    |      |
| 18. November 2001 | Glanerbrug                                                                              | Münster–Enschede     | Overijssel    |      |
| 1. Juni 2002      | Nijmegen Lent                                                                           | Arnhem–Nijmegen      | Gelderland    |      |
| 14. Dezember 2003 | Tilburg Reeshof                                                                         | Breda–Eindhoven      | Noord-Brabant |      |
| 14. Dezember 2003 | Utrecht Terwijde                                                                        | Utrecht–Rotterdam    | Utrecht       |      |
| 12. Dezember 2004 | Almere Oostvaarders                                                                     | Weesp–Lelystad       | Flevoland     |      |
| 11. Dezember 2005 | Arnhem Zuid                                                                             | Arnhem–Nijmegen      | Gelderland    |      |
| 11. Dezember 2005 | Den Haag Ypenburg                                                                       | Gouda–Den Haag       | Zuid-Holland  |      |
| 28. Mai 2006      | Amersfoort Vathorst                                                                     | Utrecht–Kampen       | Utrecht       |      |
| 10. Dezember 2006 | Apeldoorn De Maten                                                                      | Amsterdam–Zutphen    | Gelderland    |      |
| 10. Dezember 2006 | Apeldoorn Osseveld                                                                      | Apeldoorn–Deventer   | Gelderland    |      |
| 10. Dezember 2006 | Gaanderen                                                                               | Winterswijk–Zevenaar | Gelderland    |      |
| 10. Dezember 2006 | Helmond Brandevoort                                                                     | Venlo–Eindhoven      | Noord-Brabant |      |
| 10. Dezember 2006 | Twello                                                                                  | Apeldoorn–Deventer   | Gelderland    |      |
| 10. Dezember 2006 | Voorst-Empe                                                                             | Amsterdam–Zutphen    | Gelderland    |      |
| 16. April 2007    | Tiel Passewaaij                                                                         | Elst–Dordrecht       | Gelderland    |      |
| 10. Juni 2007     | Utrecht Zuilen                                                                          | Amsterdam–Arnhem     | Utrecht       |      |
| 1. Oktober 2007   | Groningen Europapark                                                                    | Ihrhove–Groningen    | Groningen     |      |
| 9. Dezember 2007  | Eygelshoven Markt                                                                       | Sittard–Herzogenrath | Limburg       |      |
| 9. Dezember 2007  | Heerlen de Kissel (geschlossen am 9. Dezember 2018)                                     | Sittard–Herzogenrath | Limburg       |      |
| 9. Dezember 2007  | Purmerend Weidevenne                                                                    | Zaandam–Enkhuizen    | Noord-Holland |      |
| 14. Dezember 2008 | Amsterdam Holendrecht                                                                   | Amsterdam–Arnhem     | Noord-Holland |      |
| 14. Dezember 2008 | Krommenie-Assendelft (Wiedereröffnung)                                                  | Nieuwediep–Amsterdam | Noord-Holland |      |
| 6. Mai 2009       | Mook-Molenhoek (Wiedereröffnung, zuvor „Mook-Middelaar“)                                | Nijmegen–Venlo       | Limburg       |      |
| 13. Dezember 2009 | Amsterdam Science Park                                                                  | Amsterdam–Zutphen    | Noord-Holland |      |
| 14. Dezember 2009 | Nijverdal West (temporärer Bahnhof; geschlossen am 3. März 2013)                        | Zwolle–Almelo        | Overijssel    |      |

## 2010–2019
| Jahr              | Bahnhof | Bahnstrecke                     | Provinz       | Bild |
| ----------------- | --- | ------------------------------- | ------------- | ---- |
| 13. Juni 2010     | Heerlen Woonboulevard                                                                                            | Heerlen–Schin op Geul           | Limburg       |      |
| 13. Juni 2010     | Maarheeze | Eindhoven–Weert                 | Noord-Brabant |      |
| 12. Dezember 2010 | Houten Castellum (eröffnet am 8. Januar 2001 geschlossen am 14. Dezember 2008 wiedereröffnet: 12. Dezember 2010) | Utrecht–Boxtel                  | Utrecht       |      |
| 3. April 2011     | Emmen Zuid | Zwolle–Stadskanaal              | Drenthe       |      |
| 1. Mai 2011       | Veendam | Stadskanaal–Zuidbroek           | Groningen     |      |
| 11. Dezember 2011 | Eijsden (eröffnet: 24. November 1861 geschlossen: 10. Dezember 2006 wiedereröffnet: 11. Dezember 2011)           | Lüttich–Maastricht              | Limburg       |      |
| 11. Dezember 2011 | Hardinxveld Blauwe Zoom                                                                                          | Elst–Dordrecht                  | Zuid-Holland  |      |
| 11. Dezember 2011 | Sassenheim | Weesp–Leiden                    | Zuid-Holland  |      |
| 11. Dezember 2011 | Sliedrecht Baanhoek                                                                                              | Elst–Dordrecht                  | Zuid-Holland  |      |
| 11. Dezember 2011 | Westervoort | Oberhausen–Arnhem               | Gelderland    |      |
| 16. April 2012    | Boven-Hardinxveld                                                                                                | Elst–Dordrecht                  | Zuid-Holland  |      |
| 9. Dezember 2012  | Hengelo Gezondheidspark                                                                                          | Zutphen–Glanerbrug              | Overijssel    |      |
| 9. Dezember 2012  | Hoevelaken | Amsterdam–Zutphen               | Gelderland    |      |
| 9. Dezember 2012  | Almere Poort | Weesp–Lelystad                  | Flevoland     |      |
| 9. Dezember 2012  | Halfweg-Zwanenburg                                                                                               | Amsterdam–Rotterdam             | Noord-Holland |      |
| 9. Dezember 2012  | Dronten | Lelystad–Zwolle                 | Flevoland     |      |
| 9. Dezember 2012  | Kampen Zuid | Lelystad–Zwolle                 | Overijssel    |      |
| 8. Juni 2013      | Utrecht Leidsche Rijn                                                                                            | Utrecht–Rotterdam               | Utrecht       |      |
| 17. November 2013 | Maastricht Noord                                                                                                 | Aachen–Maastricht               | Limburg       |      |
| 14. Dezember 2014 | Nijmegen Goffert                                                                                                 | Tilburg–Nijmegen                | Gelderland    |      |
| 2. Februar 2015   | Barneveld Zuid                                                                                                   | Nijkerk–Ede-Wageningen          | Gelderland    |      |
| 22. August 2016   | Utrecht Vaartsche Rijn                                                                                           | Amsterdam–Arnhem Utrecht–Boxtel | Utrecht       |      |
| 10. Dezember 2017 | Boskoop Snijdelwijk                                                                                              | Gouda–Alphen aan den Rijn       | Zuid-Holland  |      |
| 12. Februar 2018  | Waddinxveen Triangel                                                                                             | Gouda–Alphen aan den Rijn       | Zuid-Holland  |      |
| 28. März 2018     | Eemshaven | Sauwerd–Roodeschool             | Groningen     |      |
| 9. Dezember 2018  | Lansingerland-Zoetermeer                                                                                         | Gouda–Den Haag                  | Zuid-Holland  |      |
| 15. Dezember 2019 | Zwolle Stadshagen                                                                                                | Utrecht–Kampen                  | Overijssel    |      |

## Geplante Bahnhöfe
| Jahr | Bahnhof              | Bahnstrecke    | Provinz      |
| ---- | -------------------- | -------------- | ------------ |
| 2026 | Hazerswoude-Rijndijk | Woerden–Leiden | Zuid-Holland |